# Hermann Hellriegel
Hermann Hellriegel (ur. 21 października 1831 w Mausitz, zm. 24 września 1895 w Bambergu) – niemiecki chemik rolny i fizjolog roślin. Odkrył zjawisko przyswajania azotu przez bakterie brodawkowe. Rozwinął metodykę badań chemiczno-rolniczych. Kierował od 1882 doświadczalną stacją rolniczą w Bernburgu.
Studiował w Akademii Rolniczej i Leśnej w Tharandt. W latach 1851-1856 był asystentem w laboratorium chemii rolniczej Juliusa Adolpha Stöckhardta. W 1854 uzyskał doktorat na Uniwersytecie w Lipsku. Od 1857 do 1873 był szefem nowo założonej Rolniczej Stacji Doświadczalnej Dahme w Dahme/Mark. Od 1869 posiadał tytuł profesora.